# 38050 Bias
38050 Bias è un asteroide troiano di Giove del campo greco. Scoperto nel 1998, presenta un'orbita caratterizzata da un semiasse maggiore pari a 5,1994096 au e da un'eccentricità di 0,0773629, inclinata di 28,54404° rispetto all'eclittica.
L'asteroide è dedicato a Biante, guerriero ateniese che combatté per impedire a Ettore di raggiungere le navi achee durante la Guerra di Troia.